# La valle del peccato
La valle del peccato (Vale Abraão) è un film del 1993 diretto da Manoel de Oliveira, tratto da un romanzo di Agustina Bessa-Luís (ispirato a Madame Bovary di Gustave Flaubert).
Il film fu presentato al 46º Festival di Cannes nella sezione Quinzaine des Réalisateurs.

## Trama
Ema Cardeano è una ragazza bellissima e desiderata da molti uomini, tuttavia, finirà per sposare il dottor Carlos Paiva, del quale non ricambia l'amore. Rimasta orfana di madre a sei anni, fu a quell’età che ebbe un male che la lasciò leggermente zoppa, una menomazione che l’amico Pedro, in una conversazione di anni dopo, collegherà a quella di Venere per spronarla a non deludere la dea. La sua inclinazione per il lusso, le sue illusioni sulla vita e il desiderio che suscita negli uomini, le valgono il soprannome di "la piccola Bovary". Ella avrà tre amanti, ma questi amori non sapranno produrre che un sentimento di delusione in lei. La sua è infatti un'esistenza infelice, insoddisfatta e tormentata. La valle del Duoro in Portogallo, chiamata ‘’di Abramo’’ per una leggenda narrata che riguarda proprio un antenato di Carlos,  è lo scenario che presenta e accompagna una storia che vede protagonista una donna straordinaria, fuori dal comune, in un contesto tradizionale e borghese dove si trovano tutte le sfumature di un conformismo impotente a rispondere a un qualsiasi desiderio di cambiamento, non solo di Ema, ma di tutti quei personaggi del film che provino a mostrare volontà di distacco da tale realtà. Le parole che fluiscono dalla voce fuori campo accompagnano le immagini dandone una lettura che non è commento, ma interpretazione. Il mondo dei sogni dice la voce fuori campo all’incipit della storia, è il mondo più ipocrita che ci sia. Il libro che la giovane Ema ha per le mani quando la sua femminilità sta sbocciando è ‘’Madame Bovary’’ di Gustave Flaubert, ma Ema adulta rifiuterà energicamente tale identificazione che ha per oggetto il suo preteso bovarismo, esplicitamente durante una conversazione con l’amico intellettuale Pedro,  che in questa scena ha tra le mani ‘’Le poète assassiné’’ di Apollinaire. Pedro tuttavia dice ad Ema, tra le altre cose, che per emanciparsi occorre che lei non metta la propria vita nelle mani di un uomo, ovvero nelle mani di Fernando Osorio, l’amante avaro, assente rispetto ai figli che da parte loro sfruttano al massimo la sua ricchezza. L’altro amante, Fortunato, il giovane nipote del maggiordomo di Osorio, Caires, se da una parte attrae Ema per la sua esuberanza giovanile e una concezione del mondo che va oltre lo scenario conformista che non offre vie d’uscita, dall’altra si dimostra estraneo alla ricerca di Ema, priva di scorciatoie e finzioni che porteranno il ragazzo semplicemente a un matrimonio fallito e a uno sradicamento dalla sua terra. Il terzo amante è il giovane Narciso, figlio di Maria do Loreto, amica di Carlos, dalla triste vita effimera che esprime musicalmente col suo violino al limite dell’ascoltabilità cui Carlos fa da pendant definendolo un virtuoso per una piaggeria priva di scopo nei confronti dell’amica scrittrice. È proprio con la frase fuori campo estrapolata dal commento di Maria do Loreto riferito alla bozze del libro in corso di stampa che si concluderà il film: «Niente di questo è importante, ma nessuno imita meglio di me una bella vita». Il personaggio di Ema si sviluppa attraverso i dialoghi con gli amici più colti, cui tiene testa per l’esperienza delle storie vissute, pur se deludenti. L’ultima delusione, la dichiarazione d’amore del maggiordomo Osores che ha fatto fortuna lascia sbigottita Ema, ma anche sorridente e serena riguardo alla propria scelta di vita, vita che oramai si identifica con quella della valle del Duoro, patrimonio dell’umanità, nodosa e difficile come i nodi che scandiscono la crescita delle viti, vita che Ema saluta nel personaggio di Ritinha, la sordomuta, che al conformismo aveva rinunciato per la sua menomazione. La voce fuori campo parla di rapporto vegetale tra le due donne, Ema dona a Ritinha una rosa prima di avviarsi, in tutto il suo splendore messo in risalto dagli aranceti attraverso i quali si fa strada, verso il posto del fiume dove era ancorata l’imbarcazione testimone delle avventure e delle scorribande con Osorio o Fortunato. Quest’ultimo l’aveva avvertita di fare attenzione andando verso il motoscafo in quanto c’era un’asse traditrice, spezzata. Quel punto andava scavalcato, aggirato, pena il precipitare nelle acque la cui profondità, pur interessando la riva, non avrebbe lasciato scampo. Ma Ema non ha punti pericolosi o traditori da saltare coscientemente in quanto la sua scelta di vita non lo ha mai previsto, quindi casca nel Duero come ad identificarsi nelle sue acque.

## Accoglienza
Un ampio servizio su Cahiers du cinéma accompagna l'uscita del film premettendo come occorra subito sottolineare la riuscita di questo libero adattamento dove il regista, pur prendendo inizialmente le distanze dal celebre romanzo Madame Bovary di Flaubert, vi resti fedele raggiungendolo per quanto riguarda l'elaborazione dello scorrere tempo, parametro indispensabile per realizzare simultaneamente l'illusione poetica della felicità creata dall'anima di Ema e la disillusione che vi è inclusa. Lo stesso Jacques Morice scrive che lo spirito e l'attenzione per la verità cari allo scrittore sono dal regista rispettati più qui che altrove (Minelli, Chabrol, così Renoir).

### Critica
(Manoel de Oliveira)
Manoel de Oliveira stesso dà la lettura del finale del film, riportata su L'Humanité , in occasione del Festival di Cannes del 1993 dove la pellicola Vale Abraão fu proiettata per la prima volta.
In occasione della realizzazione della versione restaurata del film, nel 2024, su Cahiers du cinéma esce un articolo a firma di Pierre Eugène che sottolinea l'interpretazione di Leonor Silveira, la cui bellezza è come amplificata dal suo difetto fisico, così come la ricchezza del marito, da lei stregato senza amarlo, è sminuita dalla debolezza dell'uomo. La lussureggiante valle del Duoro con la casa dell'infanzia, abbandonata per quella del marito, diventa per Ema luogo di fusione con la natura delle sue vigne a terrazzo accostate nel commento del film alle risaie cinesi.

## Riconoscimenti
- 1993 - Tokyo International Film Festival
  - Premio per il miglior contributo artistico